# صموئيل كورتيس جونسون جونيور
صموئيل كورتيس جونسون جونيور (بالإنجليزية: Samuel Curtis Johnson, Jr.)‏ هو شخصية أعمال أمريكي، ولد في 2 مارس 1928 في راسين في الولايات المتحدة، وتوفي بنفس المكان في 22 مايو 2004.